# Суле Утура
Гедо Суле Утура (род. 8 февраля 1990) — эфиопская легкоатлетка, специалистка по бегу на длинные дистанции, кроссу и марафону. Выступала на профессиональном уровне в 2000-х и 2010-х годах, двукратная чемпионка Всеафриканских игр, победительница Лос-Анджелесского и Венецианского марафонов, чемпионка мира среди юниорок.

## Биография
Суле Утура родилась 8 февраля 1990 года в округе Боре региона Оромия, Эфиопия.
Впервые заявила о себе на международном уровне в сезоне 2007 года, когда вошла в состав эфиопской сборной и выступила на чемпионате мира по кроссу в Момбасе, где финишировала четвёртой среди юниорок. Также в этом сезоне завоевала бронзовую награду в беге на 3000 метров на юношеском мировом первенстве в Остраве.
В 2008 году на юниорском мировом первенстве в Быдгоще одержала победу в беге на 5000 метров.
В 2009 году стала шестой среди юниорок на кроссовом чемпионате мира в Аммане, в дисциплине 5000 метров выиграла бронзовую медаль на юниорском африканском первенстве в Бамбусе.
В 2010 году на этапе Бриллиантовой лиги в Шанхае пришла к финишу пятой, установив при этом свой личный рекорд в беге на 5000 метров — 14:44.21. Кроме того, стала пятой на чемпионате Африки в Найроби.
В 2011 году превзошла всех соперниц на Мемориале братьев Знаменских в Жуковском. На Всеафриканских играх в Мапуту была лучшей на дистанциях 5000 и 10 000 метров.
В 2013 году заняла 28-е место на чемпионате мира по кроссу в Быдгоще, вместе с соотечественницами стала серебряной призёркой командного зачёта.
В 2016 году в Париже установила личный рекорд в полумарафоне — 1:12:07, финишировала седьмой на Парижском марафоне.
В 2017 году показала 11-й результат на Дубайском марафоне, с личным рекордом 2:29:04 отметилась победой на Венецианском марафоне.
В 2018 году с результатом 2:33:49 выиграла Лос-Анджелесский марафон.
В 2019 году была восьмой на Дубайском марафоне, третьей на полумарафоне в Шанхае и на марафоне в Лиссабоне.